# Федеральное агентство научных организаций
Федера́льное аге́нтство нау́чных организа́ций (сокр. ФАНО́ России) — существовавший в 2013—2018 годах федеральный орган исполнительной власти, осуществлявший функции по нормативно-правовому регулированию и оказанию государственных услуг в области науки, образования, здравоохранения и агропромышленного комплекса, а также по управлению федеральным имуществом, находящимся в ведении Российской академии наук.

## История
Агентство было создано в 2013 году в рамках реформы Российской академии наук (РАН).
Процесс реформы был инициирован существовавшим в то время Министерством образования и науки Российской Федерации и юридически оформлен в виде федерального закона от 27 сентября 2013 года. Согласно закону, к РАН были присоединены академии медицинских и сельскохозяйственных наук, а организации, входившие в академии, и их имущество переданы в управление новому органу федеральной власти (ФАНО России). Агентство подчинялось Правительству Российской Федерации.
24 октября 2013 года председатель Правительства Российской Федерации Дмитрий Медведев назначил главой ФАНО России Михаила Котюкова (ранее — заместителя министра финансов РФ), который оставался в этой должности в течение всего времени существования ФАНО России.
25 октября стало известно, что агентство будет управлять всем имуществом научных организаций России, а не только имуществом, принадлежавшим бывшим учреждениям РАН. Позже было уточнено, что науку в вузах оставят в ведении Минобрнауки России.
30 декабря 2013 года распоряжением Правительства Российской Федерации № 2591-р был утверждён список из 1007 учреждений, переходящих в подчинение ФАНО России; после серии корректировок, на ноябрь 2017 года, он включал 1008 учреждений. Все эти организации ранее подчинялись Российской академии наук, Российской академии медицинских наук или Россельхозакадемии.
В ноябре 2014 года путём открытого голосования на сайте ФАНО России были отобраны кандидаты в состав комиссии по оценке результативности деятельности научных организаций. 25 ноября при Агентстве был образован Научно-координационный совет в составе 45 ведущих российских учёных.
В 2015 году ФАНО России предприняло шаги по развитию академических библиотек — дополнительное финансирование центральных академических библиотек в 2015 г. составило 260 млн руб., из них 60 млн руб. на отечественную и зарубежную подписку.
С 6 июля 2017 года руководитель ФАНО России получил право определять, какие сведения относятся к государственной тайне.

## Структурирование науки
Для структурирования науки в России ФАНО России разделило все науки на четыре секции:
1. Математические, физические, компьютерные и технические науки
2. Химические науки
3. Науки о жизни — биологические и медицинские науки
4. Науки об окружающей среде — науки о Земле, экология и другие.

С 2015 года научные организации ФАНО России были сгруппированы в 29 кластеров, внутри которых вычислялся так называемый «Индикативный рейтинг научных организаций».
| Кластеры ФАНО России и количество научных институтов в них по годам                                                    | Кластеры ФАНО России и количество научных институтов в них по годам | Кластеры ФАНО России и количество научных институтов в них по годам | Кластеры ФАНО России и количество научных институтов в них по годам |
| Название кластера | 2014                                                                | 2015                                                                | 2016                                                                |
| --- | ------------------------------------------------------------------- | ------------------------------------------------------------------- | ------------------------------------------------------------------- |
| Математика | 12                                                                  | 12                                                                  |                                                                     |
| Гидро- и аэродинамика, микромеханика                                                                                   | 8                                                                   | 8                                                                   |                                                                     |
| Общая физика | 30                                                                  | 30                                                                  |                                                                     |
| Физика высоких энергий, ядерная физика                                                                                 | 2                                                                   | 2                                                                   |                                                                     |
| Исследования космоса, астрофизика и астрономия                                                                         | 9                                                                   | 9                                                                   |                                                                     |
| Органическая и координационная химия                                                                                   | 11                                                                  | 11                                                                  |                                                                     |
| Неорганическая химия, химия твердого тела, материаловедение                                                            | 12                                                                  | 12                                                                  |                                                                     |
| Физическая химия, химическая физика, полимеры                                                                          | 13                                                                  | 13                                                                  |                                                                     |
| Общая биология | 41                                                                  | 42                                                                  |                                                                     |
| Физико-химическая, молекулярная и клеточная биология, биотехнологии                                                    | 23                                                                  | 23                                                                  |                                                                     |
| География и окружающая среда                                                                                           | 26                                                                  | 26                                                                  |                                                                     |
| Геология, геохимия, минералогия                                                                                        | 30                                                                  | 30                                                                  |                                                                     |
| Физика океана и атмосферы, геофизика                                                                                   | 14                                                                  | 15                                                                  |                                                                     |
| Энергетика | 12                                                                  | 12                                                                  |                                                                     |
| Горные науки, горная инженерия и добыча полезных ископаемых                                                            | 9                                                                   | 9                                                                   |                                                                     |
| Химические технологии, включая нефтехимию                                                                              | 5                                                                   | 5                                                                   |                                                                     |
| Технологии материалов, металлургия                                                                                     | 7                                                                   | 7                                                                   |                                                                     |
| Производственные технологии и технологии машиностроения. Приборостроение и механика. Транспортные системы и технологии | 14                                                                  | 14                                                                  |                                                                     |
| Компьютерные науки, включая информационные и телекоммуникационные технологии, робототехнику                            | 27                                                                  | 27                                                                  |                                                                     |
| Профилактическая и реабилитационная медицина. Клиническая медицина и технологии первичной медицинской помощи           | 15                                                                  | 15                                                                  |                                                                     |
| Фундаментальная медицина. Фармакология и фармацевтика                                                                  | 34                                                                  | 34                                                                  |                                                                     |
| Технологии растениеводства                                                                                             | 133                                                                 | 131                                                                 |                                                                     |
| Животноводство и ветеринарные науки                                                                                    | 43                                                                  | 43                                                                  |                                                                     |
| Продукты питания и технологии их производства                                                                          | 15                                                                  | 15                                                                  |                                                                     |
| Исторические науки, культурология, искусствоведение                                                                    | 31                                                                  | 31                                                                  |                                                                     |
| Филологические науки                                                                                                   | 8                                                                   | 8                                                                   |                                                                     |
| Экономические науки, экономическая география                                                                           | 29                                                                  | 29                                                                  |                                                                     |
| Политология, международные отношения                                                                                   | 10                                                                  | 10                                                                  |                                                                     |
| Философские науки. Социология, демография. Юридические науки                                                           | 9                                                                   | 9                                                                   |                                                                     |
| Итого: | 632                                                                 | 632                                                                 |                                                                     |

## Территориальные подразделения
Существовали территориальные управления Федерального агентства научных организаций:
- Уральское
- Сибирское
- Дальневосточное

## Оценка результативности науки
ФАНО России осуществляло оценку научной деятельности подведомственных организаций в соответствии с приказами и постановлениями.
В 2017 году целью оценки являлось формирование эффективной системы научных организаций, увеличение их вклада в социально-экономическое развитие страны, развитие международного сотрудничества в сфере науки, повышение престижа российской науки в обществе, а также повышение качества принятия управленческих решений в сфере науки. Научные организации разделили на три категории, по которым планировалось принять соответствующие организационные решения (→):
- 1-я категория — научные организации — лидеры отрасли (научного направления) в Российской Федерации, результаты научной организации существенно превышают значения по референтной группе, соответствуют мировому уровню и она располагает потенциалом для дальнейшего развития и улучшения своей деятельности. → Стратегии и (или) программы развития, направленные на поддержание, укрепление и развитие лидерства.
- 2-я категория — стабильные организации, демонстрирующие удовлетворительную результативность и располагающие потенциалом для развития и улучшения своей деятельности. → Стратегии и (или) программы развития и (или) рекомендации, направленные на улучшение деятельности.
- 3-я категория — организации, не показывающие значимых научных результатов и не являющиеся уникальными в соответствующей отрасли, утратившие научную деятельность в качестве основного вида деятельности. → Решение о реорганизации или ликвидации, а в отдельных случаях — о замене руководителя.

В конце марта 2018 года из 454 прошедших проверку организаций к первой категории отнесено 142, ко второй — 205, к третьей — 107.

## Критика деятельности
Поскольку в руководстве ФАНО России не было людей с профессиональным опытом научной работы, в средствах массовой информации высказывалось мнение, что агентство создано в целях обогащения лиц, приближённых к власти. Намеренный развал структур РАН, вывод недвижимости, ранее занимавшейся институтами РАН, являлись косвенным подтверждением этого широко распространённого в научной среде мнения.
Избранный в 2017 году президентом РАН академик Александр Сергеев также весьма критически относился к ФАНО, отмечая, что его функционирование привело к «обюрокрачиванию научной деятельности, росту административно-управленческого аппарата при одновременном ухудшении качества административно-хозяйственной деятельности».

## Упразднение
Агентство упразднено 15 мая 2018 года Указом Президента Российской Федерации. Одновременно было принято решение о разделении Минобрнауки России на Министерство просвещения Российской Федерации и Министерство науки и высшего образования Российской Федерации; в структуру последнего вошло теперь уже бывшее ФАНО России. Экс-руководитель ФАНО Михаил Котюков назначен на пост министра науки и высшего образования РФ.